# Bistum Atakpamé
Das Bistum Atakpamé (lateinisch Dioecesis Atakpamensis) ist ein Bistum in Togo, Bischofssitz ist die Kathedrale in  Atakpamé.
Das Bistum umfasst mit 13.453 km² die togoischen Präfekturen Ogou, Blitta, Est-Mono, Amou und Wawa im Norden der Region Plateaux und 700.000 Einwohner, von denen ca. 37 % römisch-katholischen Glaubens sind. In den 29 Pfarreien des Erzbistums wirkten 2006 56 Diözesanpriester und 1 Ordenspriester.

## Geschichte
Die ersten Mission in Atakpamé wurde 1862 errichtet, jedoch 1887 wieder aufgegeben, nachdem Anhänger des lokalen Fetischkultes die Priester vergiftet hatten. 1892 eröffnen Steyler Missionare die Mission erneut. Am 29. September 1964 wurde das Bistum Atakpamé aus dem Erzbistum Lomé abgeteilt. Der erste Bischof Berard Oguki-Atakpah musste nach öffentlicher Kritik am Regime Gnassingbé Eyadémas am 10. April 1976 zurücktreten, die Kathedrale Notre-Dame de la Trinité wurde am 1. Mai durch Militärs verwüstet. Dem neu benannte Bischof Philippe Fanoko Kossi Kpodzro wurde bis 1980 der Zugang nach Atakpamé verweigert. Ab 1990 leitete Kpodzro eine auf öffentlichen Druck einberufene Nationalkonferenz, die ihre Souveränität erklärte und die Diktatur Eyadémas unterbrach, Kpodzro wurde am 17. Dezember 1992 zum Erzbischof von Lomé ernannt und war bis Februar 1994 Präsident des togoischen Parlaments.

## Bischöfe
- Bernard Oguki-Atakpah, 29. September 1964 – 10. April 1976
- Philippe Fanoko Kossi Kpodzro, 10. April 1976 – 17. Dezember 1992
- Julien Mawule Kouto, 18. Oktober 1993 – 1. März 2006
- Nicodème Anani Barrigah-Benissan, 9. Januar 2008 – 23. November 2019, dann Erzbischof von Lomé
- Moïse Touho, seit 26. Oktober 2022